# Tom Whittaker (Bergsteiger)

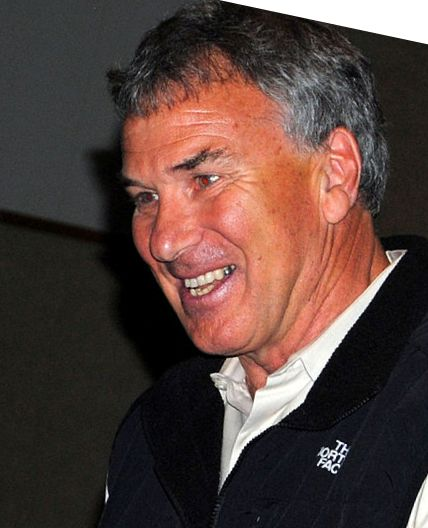
Tom Whittaker, 2012

Tom Whittaker (* 9. Juni 1948 in Wales als Thomas Granville Whittaker) ist ein britisch-US-amerikanischer Bergsteiger. Er war der erste beinamputierte Mensch auf dem Mount Everest.

## Leben
Der Sohn eines walisischen Offiziers zog 1976 in die USA und kletterte schon, bevor er 1979 bei einem Autounfall seinen rechten Fuß verlor. Nachdem er die darauf folgenden Depressionen überwunden hatte, begann er das Kajakfahren und widmet sich wieder dem Klettern. 1981 gründete er in Pocatello (Idaho) die Cooperative Wilderness Handicapped Outdoor Group (C.W.HOG), um Behinderte für Natursport zu begeistern. Als eingebürgerter US-Amerikaner (1986) unternahm er 1989 und 1995 Versuche den Mount Everest zu besteigen, was ihm schließlich im dritten Anlauf am 27. Mai 1998 gelang.
Über seine Leistung informiert der Dokumentarfilm Footprint on Everest und sein Buch Higher purpose (deutsch: Hoch hinaus). Im November 2006 wurde er Member of the Order of the British Empire. Whittaker erwarb zwei Master-Abschlüsse an der Idaho State University und arbeitet als Motivationstrainer.
Whittaker und seine Frau Cindy haben zwei Töchter.